# Хинау
Хинау (лат. Elaeocarpus dentatus; на языке маори: hīnau или whīnau) — растение; вид рода Elaeocarpus семейства Элеокарповые.

## Распространение и среда обитания
Произрастает в Новой Зеландии как на Северном, так и на Южном острове, но на острове Стьюарт не встречается.
Растёт в полузатенённых (например, в лесистой местности) или открытых местах на песчаной, суглинистой и глинистой почвах.

## Ботаническое описание
Вечнозелёное дерево высотой до 18 м.
Листья узкие, длинные (6—10 см), тёмно-зелёные, с зазубренным краями; с обратной стороны листья имеют небольшие углубления.
Цветки мелкие белые, обоеполые — имеют мужские и женские органы. Цветение весной, плодоносит поздним летом.